# Босси, Джузеппе
Джузе́ппе Бо́сси (итал. Giuseppe Bossi; 11 августа 1777, Бусто-Арсицио, Ломбардия — 9 ноября 1815, Милан, Ломбардия) — итальянский живописец академического направления, писатель
, историк живописи. Наряду с Уго Фосколо, Андреа Аппиани и Алессандро Мандзони примыкал к движению неоклассицизма новоломбардской школы. Известен тем, что в 1807—1809 годах выполнил копию произведения Леонардо да Винчи «Тайная вечеря» в натуральную величину.

## Биография
Джузеппе был сыном Франческо Антонио и Терезы Беллиндзаги. Начальное образование получил в коллеже сомасков (католическая монашеская конгрегация) в Мерате. Вскоре он отличился настолько, что его поэтические сочинения, по обычаю того времени, позволили ему в 1792 году в возрасте пятнадцати лет стать членом Академии Аркадии. Семья поддержала его не по годам развитые склонности к рисованию, записав его в Академии художеств Брера в Милане. Там он учился у Джулио Трабаллези, Мартина Кноллера и Андреа Аппиани.
Благодаря полученной стипендии осенью 1795 года он отправился в Рим, где изучал произведения великих мастеров эпохи итальянского Возрождения, преимущественно Рафаэля в ватиканских Станцах (копировал фреску Рафаэля «Диспута»), а также Микеланджело и его гениальный Сикстинский плафон. Установил дружеские отношения с д’Азенкуром, Р. Куничем, Г. Г. де Росси, Анжеликой Кауфман и Марианной Диониджи. Сблизился с Ф. Джани и с Антонио Кановой, к которым питал «восхищённую преданность», продолжавшуюся до самой смерти.
В музее Пио-Клементино в Ватикане Босси копировал античные статуи и фрагменты рельефов. Творчество Микеланджело и учение мантуанского живописца Д. Конти побудили его к проведению анатомических исследований тела человека, которые он смог провести в морге больницы Утешения (ospedale della Consolazione).
В 1800 году Джузеппе Босси вернулся в Милан и занял место помощника секретаря, а затем секретаря (1802—1807) Академии художеств Брера. Он подготовил план реформы Академии по образцу Академии Святого Луки в Риме, существенно реорганизовал коллекцию картин, по существу, основав знаменитую впоследствии Пинакотеку Брера. Его направили в Лион с аналогичной миссией. Из Лиона летом 1802 года Босси направился в Париж, где познакомился с Ж. Л. Давидом, Жироде-Триозоном, Ф. Жераром. Получив аудиенцию у первого консула Бонапарта, он выпросил помощь для Миланской академии, в том числе по изготовлению для Академии гипсовых слепков с произведений скульптуры Центрального музея Парижа. Академия Брера обязана ему прекрасной коллекцией слепков великих произведений скульптуры, приобретенных в Париже, Риме и Флоренции. Для себя Босси собирал книги, рисунки, гравюры, картины, монеты, скульптуры и предметы старины.
Вернувшись в Италию в 1803 году, он продолжил реорганизацию Академии Брера: разместил слепки с античных статуй и архитектурные модели, анатомические фигуры, гравюры, книги, составившие позднее Академическую библиотеку. Босси курировал разработку нового Устава Академии и проведение новаций в методике преподавания рисунка и живописи.
В 1804 году вместе с Барнаба Ориани он разработал новые организационные правила для трёх художественных академий: Болоньи, Венеции и Милана с учётом необходимости приобретения и размещения произведений искусства, которые поступали из распущенных наполеоновской администрацией монастырей и секуляризованных церквей Ломбардии. По случаю визита Наполеона в Милан в 1805 году Босси выставил в Пинакотеке рисунок «Страшный суд» Микеланджело, а также картины, на которых изображены классические произведения искусства Италии.
За свою деятельность Джузеппе Босси был награждён наполеоновским орденом Железной короны.

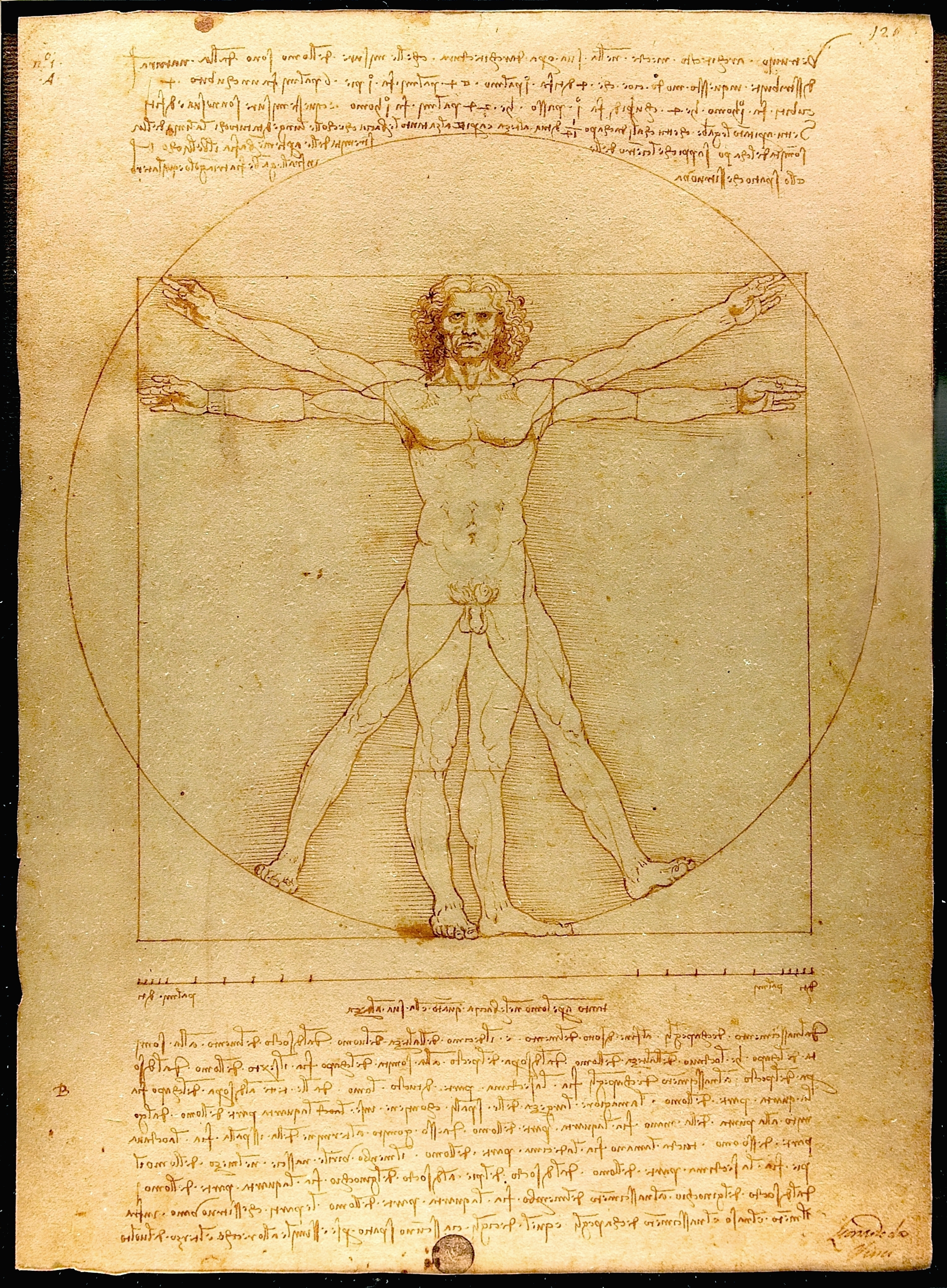
Один из рисунков Леонардо, принадлежавших Дж. Босси

Джузеппе Босси посвятил большую часть своей жизни изучению произведений Леонардо да Винчи, которому он подражал в собственном творчестве. Его последней работой стала серия рисунков, представляющих разные периоды жизни великого мастера. В 1810 году Босси опубликовал обширное исследование посвящённое Леонардо да Винчи «Тайная вечеря Леонардо да Винчи» (Del cenacolo di Leonardo da Vinci). Другими публикациями Босси были «Мнения Леонардо о симметрии человеческого тела» (Delle Opinioni di Leonardo da Vinci intorno alla simmetria de' Corpi Umani, 1811) с посвящением своему другу Антонио Канове и «Типы искусства живописи» (Del Tipo dell’arte della pittura, 1816). Его дневник за 1807—1815 годы является важным источником сведений об официальной художественной жизни наполеоновского Милана.
Джузеппе Босси умер в своём доме на улице Санта-Мария-Валле в Милане в 1815 году. В Амброзианской библиотеке находится его бюст работы Кановы.

## Копия «Тайной вечери» Леонардо да Винчи
Джузеппе Босси посвятил большую часть своей жизни изучению работ Леонардо да Винчи, манеру рисования которого он пытался имитировать. Не случайно его последней работой была серия монохромных рисунков, изображающих случаи из жизни великого мастера.
По заказу принца Эжена де Богарне, вице-короля Италии, пожелавшего сделать нечто значительное для страны, Босси взялся создать копию «Тайной вечери» Леонардо да Винчи (росписи, ошибочно называемой фреской) работы Леонардо да Винчи, расположенной на стене трапезной доминиканского монастыря Санта-Мария-делле-Грацие в Милане. Композиция Леонардо представляет сцену последней трапезы Христа с учениками. Написана в 1495—1498 годах.
В начале XIX века сильно пострадавшее произведение Леонардо было еле различимо. Ещё в 1568 году Дж. Вазари писал, что вместо картины он видел «лишь тусклое пятно». В 1652 году через роспись в её нижней части был прорублен дверной проём из трапезной в кухню, позднее заложенный кирпичом, — его видно до сих пор, при этом была утрачена часть росписи. В 1668 году с целью защиты картину закрыли тканью, но она только препятствовала испарению накапливающейся влаги. В 1726 году посредственный живописец Микеланджело Беллотти, вызвавшись отреставрировать произведение Леонардо, не только заполнил утраченные места, но и, желая угодить монахам, переписал большую часть картины масляными красками, а затем покрыл роспись лаком. Это повредило произведению в ещё большей степени. Тогда в 1770 году другой живописец Джузеппе Мацца решился исправить работу Беллотти «и вступить в соревнование с ним за имя Герострата», переписав несколько голов на картине. Он был немедленно уволен из-за возмущения тех, кто увидел такую «реставрацию», но, вероятно, «это обстоятельство и привело к созданию легенды, будто бы головы уцелели в своём оригинальном виде».
В 1796 году Наполеон Бонапарт, захвативший Милан, осмотрел прославленную к тому времени роспись Леонардо и приказал взять её под охрану. Но французские оккупационные войска использовали трапезную в качестве конюшни и склада сена, а солдаты, подверженные идеям революционного атеизма, бросали камни в роспись и забирались на лестницы, чтобы выцарапать апостолам глаза. Позднее трапезную использовали в качестве тюрьмы. Наводнение 1800 года превратило помещение в болото со стоячей водой и роспись покрылась подтёками и плесенью.
Учитывая все обстоятельства и, вероятно, не надеясь спасти уже во многом утраченный шедевр Леонардо, Джузеппе Босси решил перевести картину в мозаику, дабы «сохранить её навечно». С этой целью он изучил все имеющиеся материалы: сделанные ранее копии (их насчитывалось двадцать семь), подготовительные рисунки и другие работы самого Леонардо, включая его рукописи, гравюры и рисунки других художников, выполненные ранее последующих утрат. Вжившись в свою роль, в стиль мышления и манеру работы великого художника, Босси сумел выполнить свой необычный замысел. Сначала он скопировал те участки росписи, которые сохранились лучше, по ним, реконструируя цветовое решение, попытался восстановить утраченное в размере оригинала, используя кальки и масштабную сетку. Работая в сыром помещении, художник заболел и вынужден был несколько раз прерывать свой труд. Затем он подготовил «картон» в натуральную величину на холсте, по которому знаменитый римский мастер-мозаичист Джакомо Раффаэлли создал мозаичную картину (1807—1809).
Выдающийся немецкий поэт и художественный критик Иоганн Вольфганг фон Гёте посетил Милан, осмотрел произведение Леонардо и назвал его «подлинным краеугольным камнем всех понятий об искусстве». Зарисовки Босси в виде альбома были доставлены Гёте в Веймар. Поэт также прочитал сочинение самого Босси о росписи Леонардо, изданное в Милане в 1810 году, после чего написал свой очерк: «Джузеппе Босси о „Тайной вечере Леонардо да Винчи“». Очерк был напечатан в издаваемом им журнале «Об искусстве и древности» (1817).
Многие немецкие художники восторгались работой Босси и Раффаэлли (рецензия Мюллера в «Гейдельбергских ежегодниках», 1816), однако со временем выяснилась её относительная ценность, весьма далёкая от качеств оригинала. Мозаика была помещена в Миноритенкирхе в Вене. Босси сделал ещё одну копию маслом, которая находится в Пинакотеке Брера.

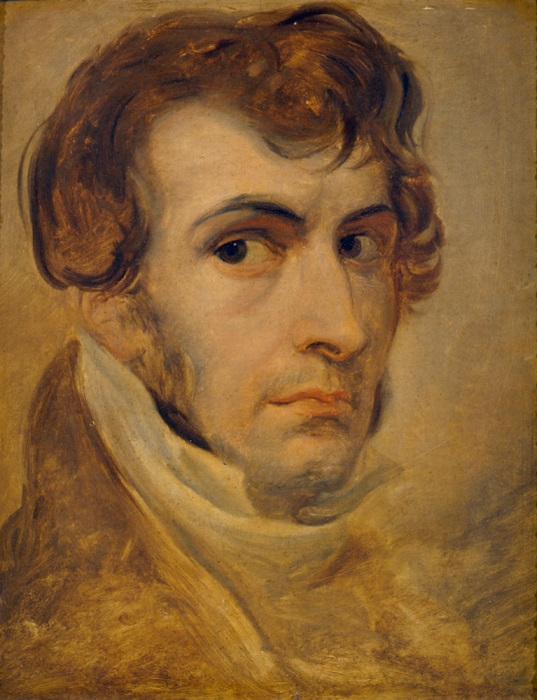
Дж. Босси. Автопортрет. 1814. Дерево, масло. Пинакотека Брера, Милан
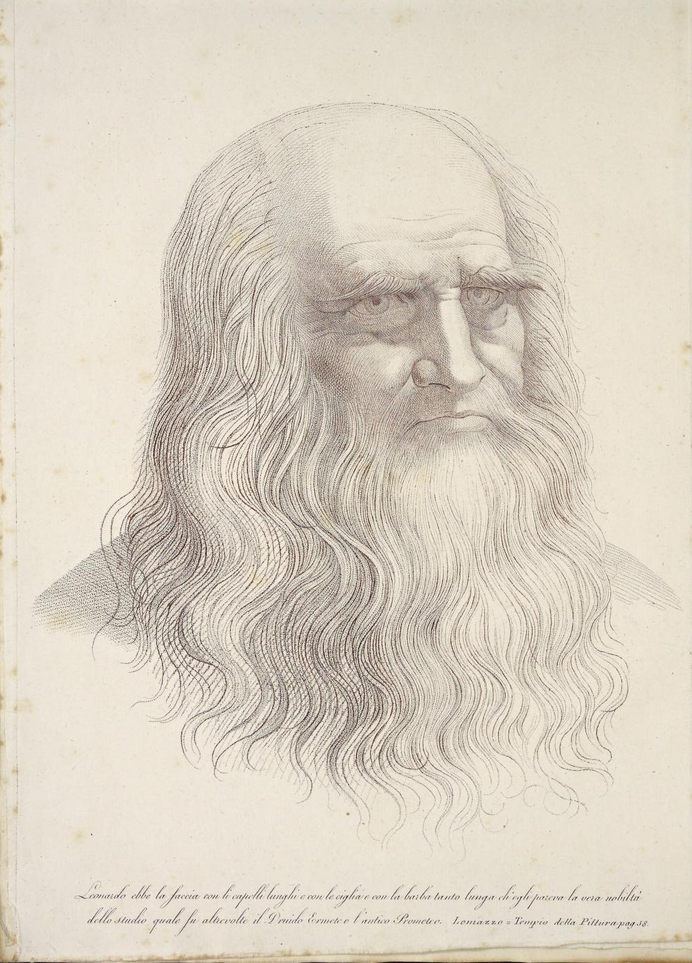
Дж. Босси. Портрет Леонардо да Винчи (стилизация под оригинал Леонардо). Фронтиспис издания Дж. Босси «Del cenacolo di Leonardo da Vinci». 1810
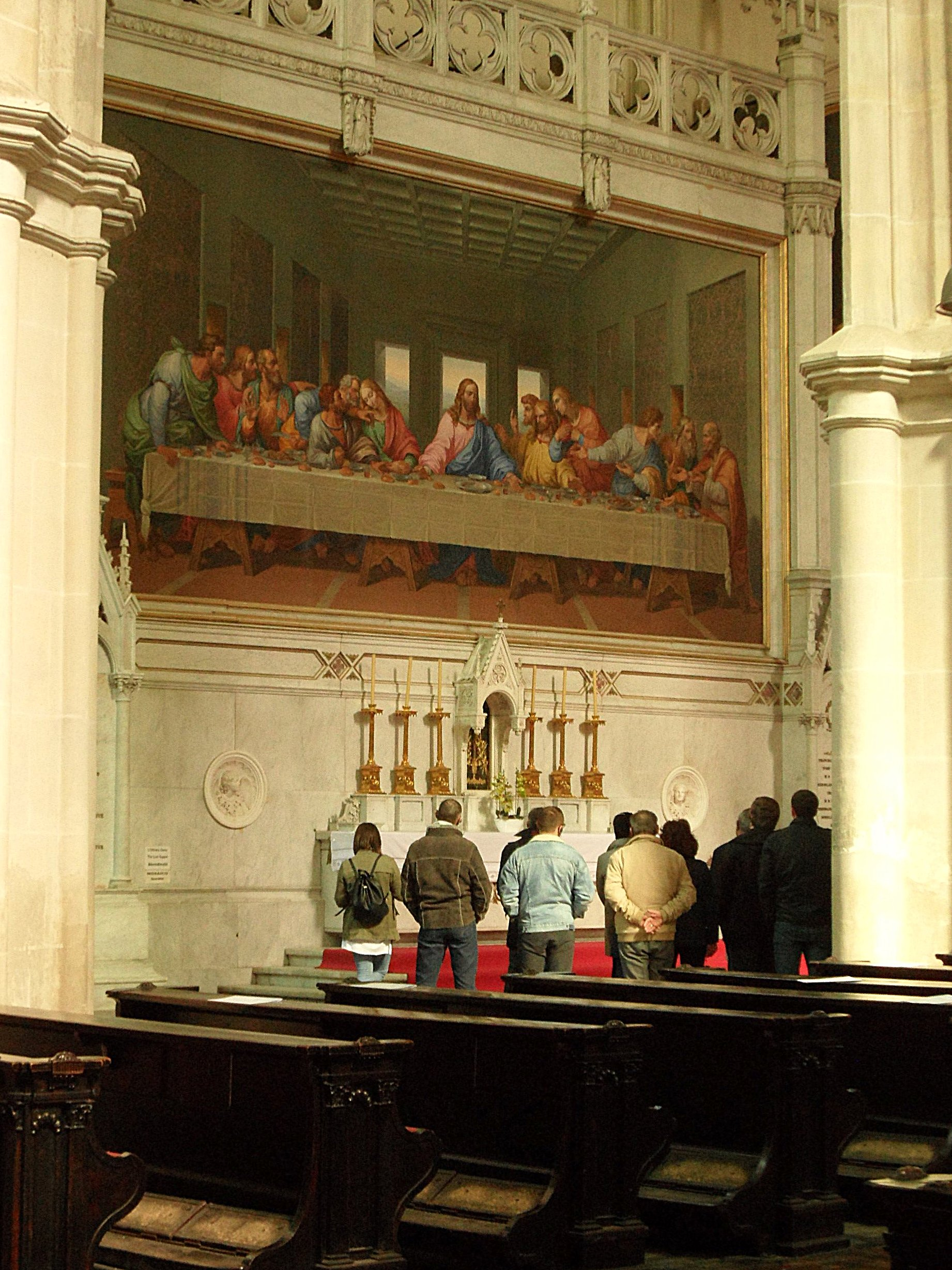
Тайная вечеря. Мозаика Дж. Босси и Дж. Раффаэлли по росписи Леонардо да Винчи. 1807—1809. Хор церкви Миноритов в Вене
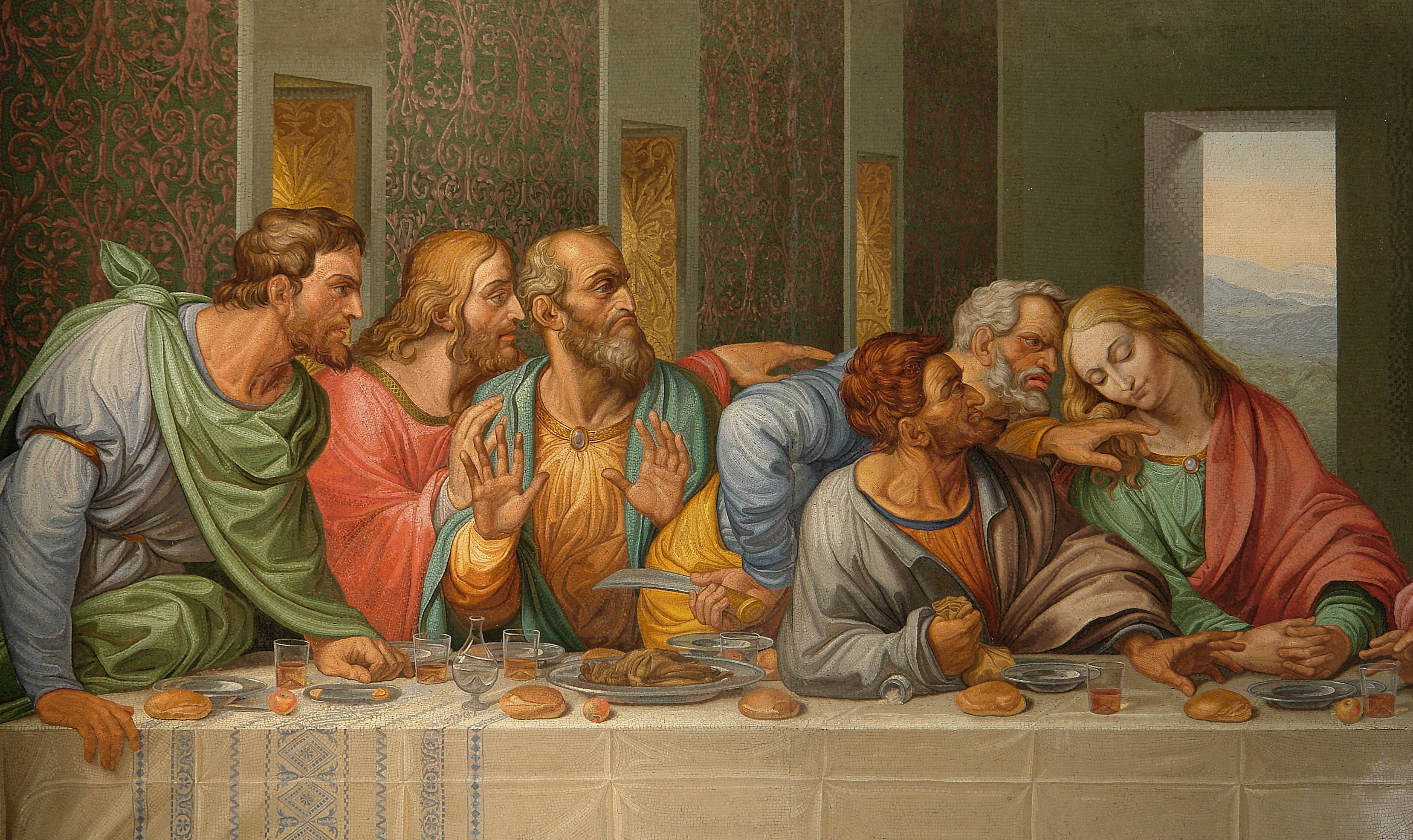
Деталь мозаики